# Jame's Prunier
Jame's Prunier, né le 25 avril 1959 à Oran, est un peintre et illustrateur français. Il a illustré des couvertures et des livres pour la jeunesse et des timbres-poste de France.

## Biographie
Fils d'un aviateur, Jame's Prunier déménage selon les mutations de son père avant de s'installer en Lorraine où il accomplit sa formation artistique à l'École de l'image d'Épinal et à l'École nationale supérieure d'art de Nancy.
En 1982, il réalise sa première illustration pour les Éditions Gallimard avec Une balle perdue de Joseph Kessel.
En 1992, il reçoit le titre de peintre officiel de l'Air avec la parution des quatre volumes de son Histoire de l'aviation. Il dessine ensuite plusieurs timbres-poste sur l'Aéropostale, dont quatre timbres de poste aérienne pour la Poste française entre 1997 et 2000.
Depuis 2008, il a peint plus de deux cent cinquante fois la place Stanislas, travail dans la durée formant en soi une œuvre contemporaine.

## Illustration de livres-jeux
Les livres-jeux ont été publiés en France sous le titre Un livre dont vous êtes le héros. Jame's Prunier a réalisé pour cette collection les illustrations suivantes :
- mai 1985, logo de la série Défis fantastiques.
- mai 1985, logo de la série Loup solitaire.
- janvier 1989, Coréus le prince, Double-jeu n 3.
- janvier 1989, Bardik le voleur, Double-jeu n 4.
- septembre 1989, Dans les entrailles de Torgar, Loup solitaire n 10.
- août 1990, Lothar le sorcier, Double-jeu n 5.
- septembre 1990, Clovis le chevalier, Double-jeu n 6.

## Timbres-poste de France
- Poste aérienne, 1997-2000 :
  - 20 francs « Breguet XIV », émis le 17 novembre 1997 ;
  - 30 francs « Potez 25 », émis le 15 juillet 1998 ;
  - 15 francs « Airbus A300-B4 », émis le 12 avril 1999 ;
  - 50 francs-7,62 € « Couzinet 70 », émis le 14 février 2000.
- « Antoine de Saint-Exupéry 1940-1944 », émis le 26 juin 2000.
- « Collection Jeunesse : Les Légendes du rail », bloc de 10 timbres, 7 juillet 2001. Les dix timbres représentent dix locomotives célèbres[3].
- « Louis Blériot, traversée de la Manche - 1909 », gravure de Yves Beaujard, 27 juillet 2009.
- Les Pionniers de l'Aviation, 18 octobre 2010
- Le centenaire de la liaison aéropostale Nancy-Lunéville (30 juillet 2012)
- 50 ans du premier vol du Concorde, émis le 4 mars 2019